# No Logo
No Logo, med undertitlen Mærkerne, magten, modstanden, er en bog af den canadiske forfatter Naomi Klein, der blev udgivet i 2000.
Bogen blev udgivet kort efter protesterne ved WTO-møderne i Seattle 1999 og blev en af de mest indflydelsesrige bøger for alterglobaliseringsbevægelsen og en international bestseller.